# 布蘭特利維爾 (阿拉巴馬州)
布蘭特利維爾（英語：Brantleyville）是一個位於美國阿拉巴馬州謝爾比縣的非建制地區和人口普查指定地區。根據2010年美國人口普查，該地人口為884人，而該地的面積約為5.72平方千米。

## 地理
布蘭特利維爾的座標為33°12′57″N 86°52′30″W / 33.21583°N 86.87500°W，而該地最高點為海拔高度169米（即554英尺）。